# Xã Cane Creek, Quận Logan, Arkansas
Xã Cane Creek (tiếng Anh: Cane Creek Township) là một xã thuộc quận Logan, tiểu bang Arkansas, Hoa Kỳ. Năm 2010, dân số của xã này là 495 người.